# 野性の証明
『野性の証明』（やせいのしょうめい）は、森村誠一の小説、またそれを原作とした映画やテレビドラマ。

## 小説
東北の寒村で大量虐殺事件が起こる。その生き残りの少女と、訓練中、偶然虐殺現場に遭遇した自衛官。この二人を主人公に、東北地方の都市を舞台にした巨大な陰謀を描く。
小説の最後は映画とは異なり、主人公は暴力団との戦いの最中に、記憶を取り戻した頼子の憎しみの視線を受けながら北野刑事に拘束された時に、頼子の父と同じ病気で脳を犯されており、絶望の中、完全な狂人になってしまう。

## 映画
『人間の証明』に続き、森村誠一が角川春樹の依頼により映画化を前提として執筆した原作を、角川書店が映画化。原作には無かった主人公と自衛隊との戦闘シーンが作品後半に追加された。この作品がデビュー作となる薬師丸ひろ子の「お父さん、怖いよ。何か来るよ。大勢でお父さんを殺しに来るよ」の台詞はTVCMで流された。当時の自衛隊は映画やドラマに協力することはなく、ましてや、『野性の証明』では自衛隊は敵として描かれていることもあり、しかも、反体制的な人間が多かった当時の映画側から自衛隊へ撮影協力を依頼することもなかった。結局、最後の戦闘シーンのロケは日本では不可能だったので、角川映画は自前でエキストラ集団「野性軍団」を用意し、アメリカで撮影が行われた。第52回キネマ旬報ベスト・テン第40位、読者選出第7位となった。

### ストーリー（映画版）
1980年5月のある日、反政府ゲリラの一団がアメリカ大使と家族全員を人質にとって立て籠もり事件を起こした。県警の救出作戦は失敗し、人質の命に危険が迫る中、政府首脳は秘密裏に陸上自衛隊に出動を命じる。味沢岳史一等陸曹を含む突入部隊は犯人たちを全員殺害し、人質を救出した後、素早く現場を立ち去った。
味沢が所属する部隊は、極秘裏に編成された精強の特殊部隊「特殊工作隊」だった。事件後、味沢たちの部隊は訓練の一環として北上山地の原生林の中に一人ずつヘリから下ろされ、目的地まで自力でたどり着くよう命令される。訓練は精神異常をきたす隊員や行方不明者がでるなど過酷を極め、味沢も疲労困憊して登山道に滑落したところを通りかかった女性登山者・越智美佐子に見つかってしまう。越智は近くの部落に助けを求めに走ったが、味沢は訓練中民間人との接触を厳禁されていたため、その場を離れた。しかし味沢が向かった先は越智が向かった部落だった。部落では、住人の長井孫一が発狂し手斧で次々に村人を殺していた。越智も長井に殺されてしまう。長井は最後に自分の娘・頼子を殺そうとする。その様子をみていた味沢は、頼子を助けようと命令に反して介入し長井を殺してしまう。一部始終を見ていた頼子は、恐怖のあまり記憶を喪失してしまう。国防軍への昇格を目論む自衛隊幹部は事件が発覚することで非合法部隊の存在が表面化する事態を危惧したが、唯一の目撃者・頼子が記憶喪失に陥ったため、真相が明るみに出ることはなかった。
一年後、味沢は自衛隊を除隊し、頼子を養子にとって羽代市の保険会社で働いていた。記憶を失っていた頼子は味沢が自分の父を殺した男とは知らず、親子として暮らしていた。また、羽代市には部落で殺された越智美佐子の妹・朋子が新聞記者として働いていた。美佐子の死に責任を感じていた味沢は朋子を陰ながら見守っており、朋子を暴走族から助けたのをきっかけとして味沢親子と朋子は親交を持つようになる。そんなある日、岩手県警察の北野刑事が味沢親子の周辺を探り始める。北野は部落の大量殺人事件を捜査する中で、事件の生き残り・頼子を味沢が引き取った事を知り、やがて味沢が自衛隊で特殊部隊にいたことを突き止めた。 警察によって事件が暴かれることを恐れた陸自奥羽方面総監部の幹部は、味沢親子を抹殺することをもくろむ。
一方、味沢は保険金殺人の調査を進めていくうちに、地元暴力団と政治家の大場一成そして警察が癒着している証拠をつかむ。大場一味による市政の壟断に義憤を覚えていた朋子は、新聞でその実態を暴こうとするが、会社に入り込んでいた監視者からの連絡で駆け付けた大場の息子・成明と仲間の暴走族に襲われて殺され、味沢はその犯人に仕立て上げられて警察に追われる身となる。頼子と共に逃走中、味沢は自分たちを襲ってきた暴走族を返り討ちにし、成明を人質に取るが、成明を取り返そうと追ってきた暴力団の一団と戦いになった。鍛錬で身に着けた特殊工作隊員の戦闘能力を発揮して成明や暴力団員たちを次々に殺していく味沢の姿を見て、頼子は記憶を取り戻し、味沢が自分の父を殺したと気が付く。一部始終を見ていた北野刑事は味沢を部落民を皆殺しにした殺人鬼として逮捕し、宮野に連行しようとする。
途中、北野たちは羽代署の刑事に止められる。刑事は北野から味沢親子を奪おうとするが、そこに一台のトラックが現れた。トラックの運転手は自動小銃を取り出して刑事を射殺した。運転手は味沢親子を監視していた特殊工作隊員・渡会であり、これ以上味沢親子を放置すれば、未だ非合法である「特殊工作隊」の存在が明るみに出てしまうと判断し、ついに実力行使に出たのだった。
渡会は北野と味沢親子をトラックの荷台に押し込め、自衛隊の演習地にある作業小屋に拉致･監禁すると、その抹殺任務の発動を特殊工作隊本隊に連絡した。皆殺しの危機を察知した味沢は隙を見て渡会を殺して脱出を図るが、連絡で駆け付けた特殊工作隊の指揮官・皆川以下22名の隊員たちが追ってきた。
演習地の山林を舞台に味沢親子と北野、そして追跡する皆川達の間で激しい戦いが繰り広げられ、追跡者たちを全員倒したものの、ようやくわが身の危険を顧みずに戦い続ける味沢の覚悟を知って、誤解を解いて和解した北野を失い、続いて親子の情を捨てきれずに味沢を追いかけてきた頼子が銃撃を浴びて殺されてしまう。「お父さん、ありがとう」と言い残して息を引き取る頼子。一人生き残った味沢は、その無念と共に頼子の亡骸を背負い、押し寄せる戦車と歩兵部隊が待ち受ける中へ単身で突撃していった。

### 出演者

#### 主要人物
- 味沢岳史（あじさわたけし）1等陸曹：高倉健
自衛隊の特殊工作隊員。生前の越智美佐子と会っている。虐殺事件から1年後羽代市に転居し保険外交員となり頼子を養女として迎え、育ての父となる。自身が保険契約を担当した顧客の女性が事故死をするが、不審に思い調査にあたる。
- 長井頼子：薬師丸ひろ子
虐殺事件で唯一生き残った少女。目の前で両親が殺されたショックで事件当時の記憶を失くすが、その後短時間後の予知などの超感覚的知覚(超能力)の力が目覚める。事件直後に親戚に預けられるが、1年後岳史と暮らし始め実の父のように慕う。

#### 味沢と関わる主な人たち
- 越智美佐子（姉）・ 越智朋子（妹）（二役）：中野良子
美佐子は冒頭で登山に訪れた時に運悪く虐殺事件に巻き込まれて死ぬ。 朋子は羽代新報の記者。同僚の事故死に疑いを持ち、数日後知り合った味沢と一緒に調査をするようになる。
- 北野隆正：夏木勲
宮野署の捜査課。虐殺事件の捜査にあたり、味沢が事件に関わっていると疑い事件直後に自衛隊を辞めた彼を調べ始める。その後羽代市に訪れて単独で捜査を続け、味沢こそが部落民の大量虐殺事件の犯人だと決めつけるに至り、彼を逮捕することに執念を燃やす。
- 大場一成：三國連太郎（特別出演）
大場グループの会長。多岐にわたる事業を展開し羽代市の発展に貢献してきた大物。味沢の上司によると羽代市の住民の約8割の人が大場グループの恩恵を受けているとのこと。子供の剣道教室の指導などもしており、市民に慕われているほどの名士だが、地元暴力団の黒幕としての顔を持つ地方ボス。
味沢の類まれな資質に惚れこんでおり、自分の部下に引き入れようと画策する。
- 大場成明（なるあき）：舘ひろし
一成の息子。姉が3人おり自身は末っ子。姉たちとは違い、一成から跡取りとして溺愛されている。甘やかされてきた分、気に食わない事があると逆上しやすい気質で、学校を出ると父親のコネで一成の会社に見習いで入ったが、学生気分が抜けきれず、社会人でありながら暴走族のリーダーとして暴走行為を繰り返している。

#### 自衛隊・政府関係者
- 皆川2等陸佐：松方弘樹
特殊工作隊のリーダー。日々の訓練や冒頭の事件で隊員たちを取り仕切る。味沢を信頼しており、上官に「味沢の除隊は自分が責任を持ちます」と告げて除隊させた。
- ロバーツ大佐：リチャード・アンダーソン
特殊工作隊の顧問。特殊工作隊の訓練の状況を見ながら監督する立場の皆川に助言を与える。
- 久我陸将補：鈴木瑞穂
陸上自衛隊奥羽方面総監部幕僚長。味沢が除隊しようとした時に引き留める。
- 和田陸将：丹波哲郎
陸上自衛隊奥羽方面総監。一成の功績を称えるパーティーに訪れる。部下の皆川たちに指示を出す。
- 野村総理府総務長官：大滝秀治
冒頭の立てこもり事件の対策本部に訪れ、上役からの決定を受けて特殊工作隊投入を指示する。
- 坂本防衛庁長官：芦田伸介（特別出演）
ゲリラたちが米大使山荘で人質事件を起こしたため、特殊工作隊を派遣するよう総理に決断を迫る。
- 通信兵：勝野賢三
演習場の小屋の中から自衛隊のヘリ本隊の隊員と無線で連絡を取り合う。
- 増田陸将：田島義文
- 吉川空将補：保科三良
- 自衛隊隊長：角川春樹
- 特殊工作隊隊員山中明：ジョー山中
- 特殊工作隊員：森田川利一、江藤康夫、大山広樹、折口満男、金子盛勇、鹿島研、君塚正純、久保田鉄男、白熊正明、佐藤光夫、城野勝己、高橋利道、達純一、永井政春、丸山純二、森岡隆見、和田敏夫
- 自衛隊員：堀田眞三、亀山達也、谷口永伍、鳥巣哲生、村添豊徳、大島博樹

なお「陸自奥羽方面総監部」は実在しない架空の方面隊である。相当するのは東北方面総監部及び東北方面隊だが、防衛庁の協力が得られなかったために架空の方面隊となった。和田陸将と久我陸将補の制服袖にある部隊識別章（ワッペン）は東北方面隊で当時実際に使われていた記章である。

#### 警察関係者
- 村長警部：ハナ肇
宮野署の捜査課。過疎の村で起きた大量虐殺事件の捜査にあたる地元の刑事。
- 月田署長：可知靖之
宮野署の署長。虐殺事件の捜査に村長警部たちと訪れて被害状況を聞く。
- 佐竹主任：辻萬長
宮野署の捜査課。虐殺事件の捜査にあたり、犯人の意図や行動を推理する。
- 竹村捜査課長：中丸忠雄
羽代署の刑事。自動車沈没事故死の捜査にあたる。
- 吉田県警本部長：渡辺文雄
冒頭の裏磐梯の米大使山荘で起きた立てこもり事件について野村に状況を説明する。
- 鈴木警察庁長官：近藤宏
- 宮野署事務員：桑野ゆみ
- 機動隊隊長：金親保雄
- 羽代署刑事：山浦栄
- 宮野署刑事：佐藤和男、五野上力、滝沢双、佐竹一男、佐川二郎

#### 羽代市で働く味沢と朋子の仕事関係者
- 永川支店長：北村和夫
保険会社の味沢の上司。味沢の顧客が保険契約10日後に事故死したことに疑問を持つ。
- 渡会登：原田大二郎
保険会社の味沢の部下。新規の契約をするため味沢と2人で民家を周って飛び込み営業をする。正体は自衛隊の特殊工作隊員で、除隊した味沢の監視役であった。
- 浦川隆：田村高廣
羽代新報の社員。朋子が仕事を始めたきっかけや同僚の事故死について味沢に伝える。
- 田岡：夏夕介
羽代新報の社員。新聞を印刷する輪転印刷機の作業を担当。
- たちかわ
羽代新報の記者。朋子の同僚。冒頭で車ごと湖に沈み事故死している。朋子によると大変慎重な性格。

#### 頼子と関わる人たち
- 長井孫一（まごいち）：江角英明
頼子の父。発狂して部落で大量殺人を引き起こし、最後に自らの娘である頼子も手にかけようとしたが、その様子を見ていた味沢の介入を招き、最期は頼子の前で味沢に斧で殺される。
- 頼子の担任の先生：佐藤オリエ
頼子の学校での様子で彼女の予知能力などを心配して味沢に助言する。
- 井上先生：島かおり
頼子が通う学校の教師。家族が殺される所を間近で見た頼子が当時の記憶を失くしたため心配する。
- 遠縁の夫人：檜よしえ
頼子の親戚。5人の幼子を抱え貧しい生活をしている。事件直後1人だけになった頼子を引き取る。
- 古橋教授：山本圭
東京のとある大学で記憶障害の研究をしている。頼子の不思議な力を調べ味沢に結果を説明する。

#### 一成の関係者
- 井崎昭夫：梅宮辰夫
建設業者中戸組の幹部。前科持ち。亡くなった妻・あけみの保険金が支払われないため味沢に凄む。
- 中戸多助：成田三樹夫
中戸組の長。一成のボディガード的存在で、彼とよく行動を共にしている。
- 根本（中戸組組員）：きくち英一
中戸組の息がかかるクラブで見張りを担当。味沢に余計なことを言ったひろみに焼きを入れる。
- 平松（中戸組組員）：阿藤海
- 中井：久遠利三
一成の次女の婿。羽代交通社長。
- 島岡良之：近藤洋介
一成の三女の婿。羽代新報社長。

#### その他の主な人たち
- ゲリラの首領：寺田農
極左の革命家。冒頭で仲間と共にアメリカ大使家族を人質に取り、日本首相と面会させることを要求する。
- ゲリラ：南城竜也、中丸信
ゲリラの首領と共に米大使の山荘を占拠し、米大使家族を人質に取る。
- 医師：名川貞郎
虐殺事件の生存者である頼子の健康状態を診察して、特に怪我もなく問題ないと診断する。
- 溝口市長：金子信雄
羽代市の市長。大場家のパーティに訪れたり一成と共に自衛隊の演習を空から見学する。
- 松下きよ：北林谷栄
羽代市内の河川敷近くの古い自宅で暮らす。自動車沈没事故死の調査をする味沢と出会う。
- ホステスひろみ：絵沢萠子
味沢の保険契約者の女の仕事仲間。生命保険の支払調査に来た味沢と会話する。
- バーのマスター：田中邦衛
八戸市のバー。刑事から八戸駐屯地の自衛隊員だった味沢についての聞き込みを受ける。
- 屋台の主人：殿山泰司
八戸市で働く。刑事から八戸駐屯地の自衛隊員だった味沢についての聞き込みを受ける。
- 暴走族：後藤（剛達人）、牧田（牧園厚）、風間俊次（青木卓）、岩本武志（伊東平山）、新井和夫（若杉透）
成明の暴走族仲間。味沢たちにバイクで取り囲んで脅したり、暴力を振るって襲いかかる。

#### その他の人たち
- 記者：木村修、安永憲司
- ホステス：鶴間エリ
- 置屋の女将：秋好光果
飛び込み営業で保険を売り込みに来た味沢に冷たく対応する。
- 旅館の女将：市川千恵子
- 吉岡の妻：藤弥ます美
- 主婦：竜のり子、山本緑
- バーのママ：森みどり
- アベック：松田茂樹、和田瑞穂
- 農民：丹古母鬼馬二、井上三千男
- 商店主：谷村昌彦
- 金森：内田昌宏
- 佐倉：倉石功
- 支倉常夫：三上真一郎
- 末次雅夫：野口貴史
- 安川：成瀬正
- 村本：清水照夫
- 白木：市川好朗
- 島田：伊藤辰夫
- 吉松：庄司三郎
- 黒井：榎木兵衛
- 並木：井口義亮
- 篠田：野口真
- 咲枝：橘麻紀
- 豊原浩三郎：桑山正一
- その他：永野明彦、大杉雄太郎、新井一夫、野坂みどり、女鹿智子、橋爪真知子、豊岡弘子、三上剛、原田君事、三島新太郎、広京子、浅沼幸子、島村卓志、今村恒美、小森ユカ、鈴木愛子
- ナレーター：田口計
冒頭で政府や自衛隊関係者などごく少数しか知らない特殊工作隊や、その訓練内容を説明する。

### スタッフ
- 原作：森村誠一
- 監督：佐藤純彌
- 製作：角川春樹
- プロデューサー：坂上順、遠藤雅也、サイモン・ツェー、松田文夫
- 脚本：高田宏治
- 音楽監督・作曲：大野雄二
  - 野性の証明 オリジナル・サウンドトラック
- 主題歌：町田義人「戦士の休息」
- 撮影：姫田真佐久
- 美術：徳田博
- 録音：紅谷愃一
- 照明：熊谷秀夫
- 編集：鍋島惇
- 音楽監督補佐：鈴木清司
- 助監督：葛井克亮
- 記録：小山三樹子
- 擬斗：伊藤浩市
- テクニカルアドバイザー：四方義朗
- 製作担当：中田新一
- 配給：日本ヘラルド映画、東映

### 製作
- 脚本には「日本の首領シリーズ」（1977年ー1978年）を観た角川春樹が高田宏治を起用した[4][5]。
- 演技経験の無かった薬師丸は、映画の撮影の前に『敵か?味方か?3対3』でドラマ・デビューし演技経験を積んだ[6]。ドラマの後半の撮影と映画が重なり忙しい日々を過ごした[6]。
- たくさんの戦車やヘリコプターが登場する演習シーンは、アメリカ・カリフォルニア州の陸軍州兵が訓練施設として使用するパソロブレスのキャンプ・ロバーツで撮影された。これは作品の内容の関係で、防衛庁（当時）から協力を断られた事情があったため（この当時、自衛隊に悪感情を抱く地域が多い時代でもあった）で、劇中で使用されている戦車は自衛隊は導入していないM48A5であり、また自衛隊機として登場するヘリコプターの中には、当時は自衛隊への導入前であったCH-47大型輸送ヘリや、現実には導入していないベル 206が登場しているが、マーキングは当時の陸上自衛隊仕様に塗り替えられている。
- クライマックスのトロッコ・シーンの撮影についてはコロラド州の山奥にあるアラモサへ移動して行なわれている。しかし高倉健と薬師丸ひろ子がトンネルから出てくるラストシーンの部分だけは日本国内の静岡県井川にある大井川鉄道井川線のトンネルを使っての撮影だった。
- 高倉健と暴走族の乱闘シーンや運送会社で刑事役の夏木勲が梅宮辰夫とのシーンは富山県の高岡市で、ラストの特殊工作隊とのクライマックス・シーンの一部撮影は長野県の菅平でそれぞれ行なわれている。
- 架空の地方都市（福島県羽代市）のロケはおもに石川県金沢市で行われた。一場面に登場するパレードは同市の金沢百万石まつりの模様である。
- 撮影されたもののカットされた没シーンがDVD版のクレジットで見ることができる[注釈 1]。

#### 野性軍団
自衛隊員役のエキストラを一般から募集した。100メートルのウサギ跳びやフィールドアスレチック競技などによる選考を行い、全国の応募者から選ばれた合格者200人は「野性軍団」と呼ばれ、ロケ地であるアメリカへの旅費と小遣い10万円が支給された。頭を五分刈りにした野性軍団は、千葉県にある陸上自衛隊・第1空挺団への体験入隊を経た後渡米し、キャンプ・ロバーツでの撮影に臨んだ。

### 逸話
- 1978年9月29日の20:00からフジテレビ系「金曜ファミリーアワー」の番組枠で「野性の証明スペシャル ネバー・ギブアップ! 決死の上陸大作戦!」という映画公開直前スペシャル番組が制作され放送された。出演者は高倉健、中野良子、薬師丸ひろ子、夏木勲、松方弘樹、角川春樹。またその1週間後の同年10月6日には、「ゴールデン洋画劇場」（当時は金曜21:00 - 22:54）で本作公開を記念し、『人間の証明』を20:00 - 22:48の拡大版で放送した。
- 1979年12月14日にフジテレビの「ゴールデン洋画劇場」枠で地上波初放送されたが、「完全ノーカット」との宣伝にもかかわらず約20ヶ所の音声が削除された。削除されたのは「部落」という語だが、本作では単に「集落」の意味合いであり、「被差別部落」のことではない。近年の地上波放映（主に深夜放送）では、「部落」という台詞箇所はノーカットでオンエアされている。
- 劇中で特殊工作隊員をはじめとする陸上自衛隊員、および味沢たちはAR-18自動小銃を使用している。AR-18（実際はその民生型であるAR-180）はアメリカではスポーツライフルとして民間でも購入可能で、この映画がアメリカ本土で実銃や本物の戦車を用いて撮影されるのに合わせ、自衛隊で制式採用されていた64式小銃に形状が近いAR-18を使用することになった。なお、同銃は当時から現在に至るまで自衛隊等に正式採用されたことはないが、同銃のライセンス生産の経験を持つ豊和工業で開発・生産され、現在も自衛隊で使用されている89式小銃を開発するにあたっての参考とされた。
- オープニングの特殊部隊訓練で味沢をはじめ隊員たちが「レンジャー」と叫んでいるが、実際の陸上自衛隊のレンジャー訓練においても同様に命令に対して「レンジャー」と応答するように指導されている。
- 2000年にDVD版、2011年にDVDデジタル・リマスター版、2012年にBlu-ray Disc版がリリースされている。
- 本作の後半に高倉、薬師丸、夏木による逃避行のシーンがあるが、撮影中高倉が演出上の理由から薬師丸と2人で逃げる案への変更を希望した。しかし夏木が反論して話し合った末結局予定通り3人での逃避行となった[8]。
- 夏木はアメリカロケの際、出番がない時も疲弊したエキストラたちに声をかけるなど、常に周りの役者やスタッフに気を配った。そして自身の撮影中は、毎朝ランニングと筋トレを欠かさないルーティンを続け、そんな夏木を主演の高倉は眩しそうに見つめ、製作者の角川は映画『白昼の死角』の主演に抜擢したという[9]。

### サウンドトラック

#### シングル
「戦士の休息」歌：町田義人（作詞：山川啓介／作曲・編曲：大野雄二）

#### アルバム
『野性の証明 オリジナル・サウンドトラック』

### 映像ソフト
| 発売日         | レーベル               | 規格                            | 規格品番     | 備考                                     |
| -------------- | ---------------------- | ------------------------------- | ------------ | ---------------------------------------- |
| 1983年         | ポニー                 | VHS                             | VAF-1020     |                                          |
| 1983年         | ポニー                 | ベータ                          | VFF-1070     |                                          |
| 1983年         | パイオニア             | LD                              | FH-089       |                                          |
| 1984年         | パック・イン・ビデオ   | VHD                             | VHPP-44007/8 |                                          |
| 1995年4月21日  | パイオニア             | LD                              | PILD-1111    | ワイドスクリーン、ニューマスター。       |
| 2000年9月22日  | 角川エンタテインメント | DVD                             | KABD-84      |                                          |
| 2006年10月20日 | 角川エンタテインメント | DVD                             | DABA-90276   | 期間限定特価生産版。                     |
| 2011年1月28日  | 角川映画               | DVD                             | DABA-0766    | デジタル・リマスター版。                 |
| 2012年9月28日  | 角川映画               | Blu-ray                         | DAXA-4251    |                                          |
| 2016年1月29日  | KADOKAWA               | DVD                             | DABA-91104   | 「角川映画 THE BEST」                    |
| 2019年2月8日   | KADOKAWA               | Blu-ray                         | DAXA-91504   | 「角川映画 THE BEST」                    |
| 2024年11月8日  | KADOKAWA               | 4K Ultra HD Blu-ray Blu-ray＋CD | DAXA-5934    | 4Kデジタル修復 Ultra HD Blu-ray【HDR版】 |

## テレビドラマ

### 1979年版
毎日放送ほかで下記の期間放送。
- 放映期間：1979年1月6日 - 1979年3月31日 （全13話）
- 放送時間：毎週土曜日 22:00 - 22:55（「森村誠一シリーズII」として）

#### 原作や映画版との違い
- 主人公・味沢は自衛隊出身者ではない。ストーリーに自衛隊は一切登場しない。
- 風洞（原作では風道）集落の大量殺人事件の真相と味沢の生い立ちの謎解きが主テーマ。
- 越智朋子殺害の経緯と犯行自体の大場一族の関与が異なる。
- 大場一成は映画版のような地方帝国確立をもくろむ人物ではなく、典型的な悪人。長男・成太にある程度権力を移譲していた。
- 味沢の過去を追うのは北野刑事ではなく村長刑事。北野は村長の助手的立場。
- 羽代市は角川映画版ほど大場の支配度は強くなく、羽代署も一部をのぞいて公正な捜査を行う。
- 原作では味沢が軟腐病に罹って発狂するが、映画では病気に罹らず発狂もしない。

#### スタッフ
- 企画：角川春樹事務所、毎日放送
- 脚本：長谷川公之、須崎勝弥
- 監督：井上昭、永野靖忠、村山新治
- 助監督：原田昌樹、高橋正治
- 撮影：工藤矩雄
- 照明：酒井信雄
- 録音：岩田広一
- 編集：菅野順吉
- 美術：藤田博
- 三味線指導：原田夏木
- 音楽：広瀬量平
- 制作：生田篤、小迫進
- プロデューサー：桑原秀郎、岡田裕介、青木民男（毎日放送）
- 製作：毎日放送、東映

#### キャスト
- 林隆三：味沢岳史
- 三輪里香：長井頼子
- 浅茅陽子：越智朋子（羽代新報記者）
- 小沢栄太郎：大場一成
- 佐藤慶：大場成太
- ピーター：大場成明
- 岸本加世子：山田道子（看護婦）
- 志賀勝：井崎照夫
- 江崎英子：奈良岡咲枝（井崎の愛人）
- 小池朝雄：村長刑事（宮古署）
- 河原崎建三：竹村捜査課長（羽代署）
- 成瀬昌彦：間庭署長（羽代署）
- 戸浦六宏：浦川悟郎（羽代新報編集局長）
- 根上淳：島岡良之（羽代新報社長）
- 星野晶子：島岡繁子（良之の妻）
- 原田清人：大場成次
- 山本清：中戸多助
- 矢野宣：長井孫市（頼子の父）
- 大場順：北野刑事（宮古署）
- 宮口二朗：拳銃の男
- 久米明：月田捜査課長（宮古署）
- 小鹿番：氷川支店長（菱井生命）
- 木田三千雄：田所老人
- 永井智雄：恵照和尚
- 川口敦子：味沢サト（岳史の母）
- 大川栄子：高野由紀（頼子の担任）
- 浜田寅彦（写真のみ）：越智茂吉（朋子の父）
- 阿部百合子：越智文代（朋子の母）
- 臼井正明：精神科の医師
- 守屋俊志：外山（味沢の同僚）
- 河原裕昌：宇田刑事（羽代署）
- 神山寛：吉田捜査課長（羽代署・竹村の後任）
- 木村修：刑事（羽代署）
- 佐藤和男：パトカーの警官
- 久地明：小川平作（村の男）
- 田中筆子：村の老女
- 相馬剛三：古参社員・相馬（羽代新報）
- 山本緑：仲居・ふみ（料亭・桃山）
- 山浦栄：板長（料亭・桃山）
- 山田光一：建設課長（羽代市役所）
- 町田政則：風見俊次（成明の暴走族仲間）
- 入江正徳：パーティー会場の招待客
- 田島義文：駅長（田野倉駅）
- 里木佐甫良：おでん屋台の主人
- 小川真由美（特別出演）：磯村絹枝（料亭桃山女将）
- 天知茂（友情出演）：乾（東京地検検事）

#### 主題歌
「戦士の休息」町田義人

#### 映像ソフト
| 発売日        | レーベル   | 規格 | 規格品番      | 備考                                     |
| ------------- | ---------- | ---- | ------------- | ---------------------------------------- |
| 2010年9月21日 | 東映ビデオ | DVD  | DSTD07533～36 | ニュープリント・コンポーネントマスター。 |

#### 前後番組
| TBS系 土曜22時台（当時は毎日放送の制作枠。一部地域を除く） | TBS系 土曜22時台（当時は毎日放送の制作枠。一部地域を除く） | TBS系 土曜22時台（当時は毎日放送の制作枠。一部地域を除く） |
| 前番組                                                     | 番組名                                                     | 次番組                                                     |
| ---------------------------------------------------------- | ---------------------------------------------------------- | ---------------------------------------------------------- |
| 森村誠一シリーズII・青春の証明                             | 森村誠一シリーズII・野性の証明                             | 高木彬光シリーズ・検事霧島三郎                             |

## コミカライズ版
1978年11月8日に東京スポーツ新聞社より田丸ようすけによる本作のコミカライズ版が発行された。